# World Series of Poker 2023

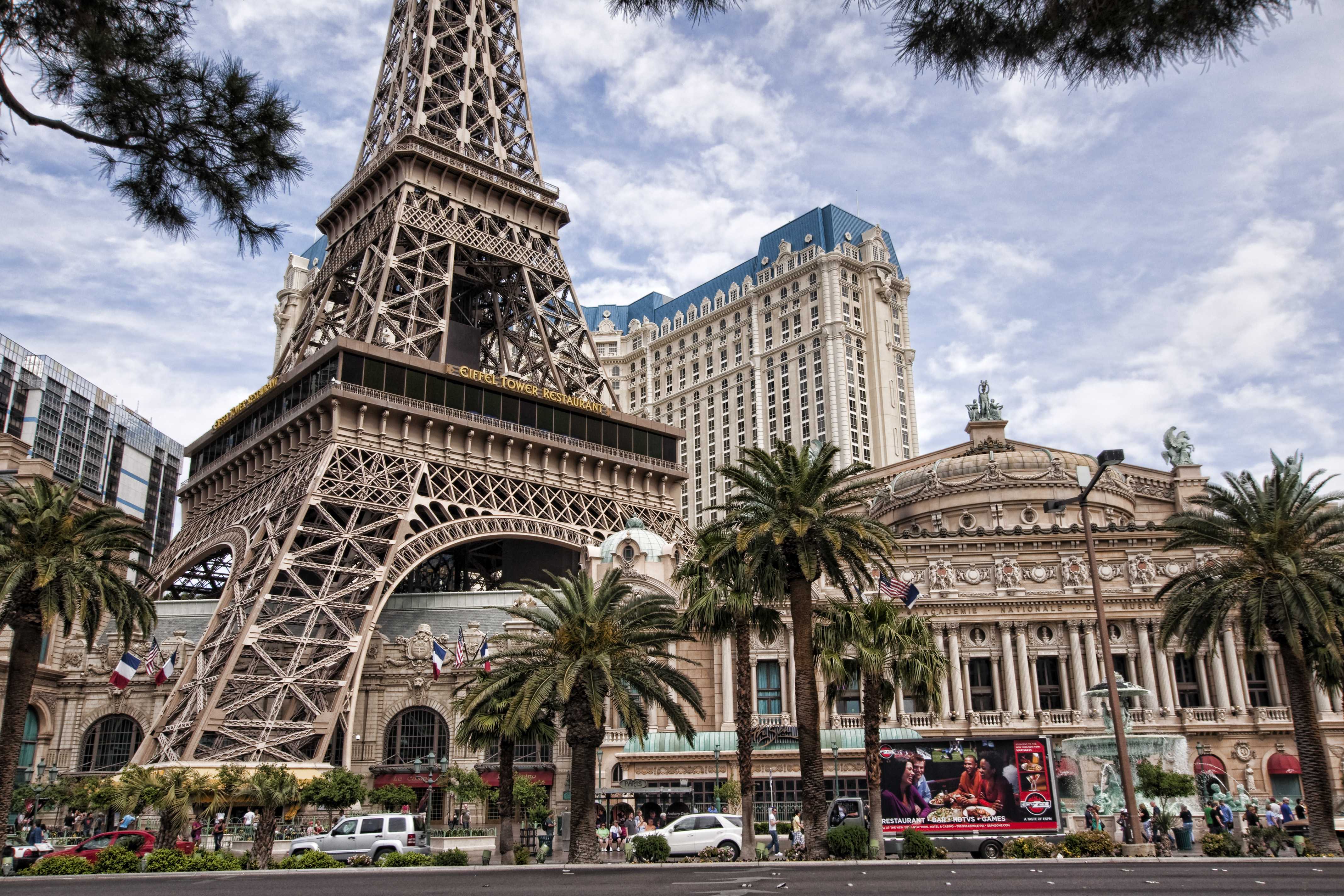
Paris Hotel & Casino

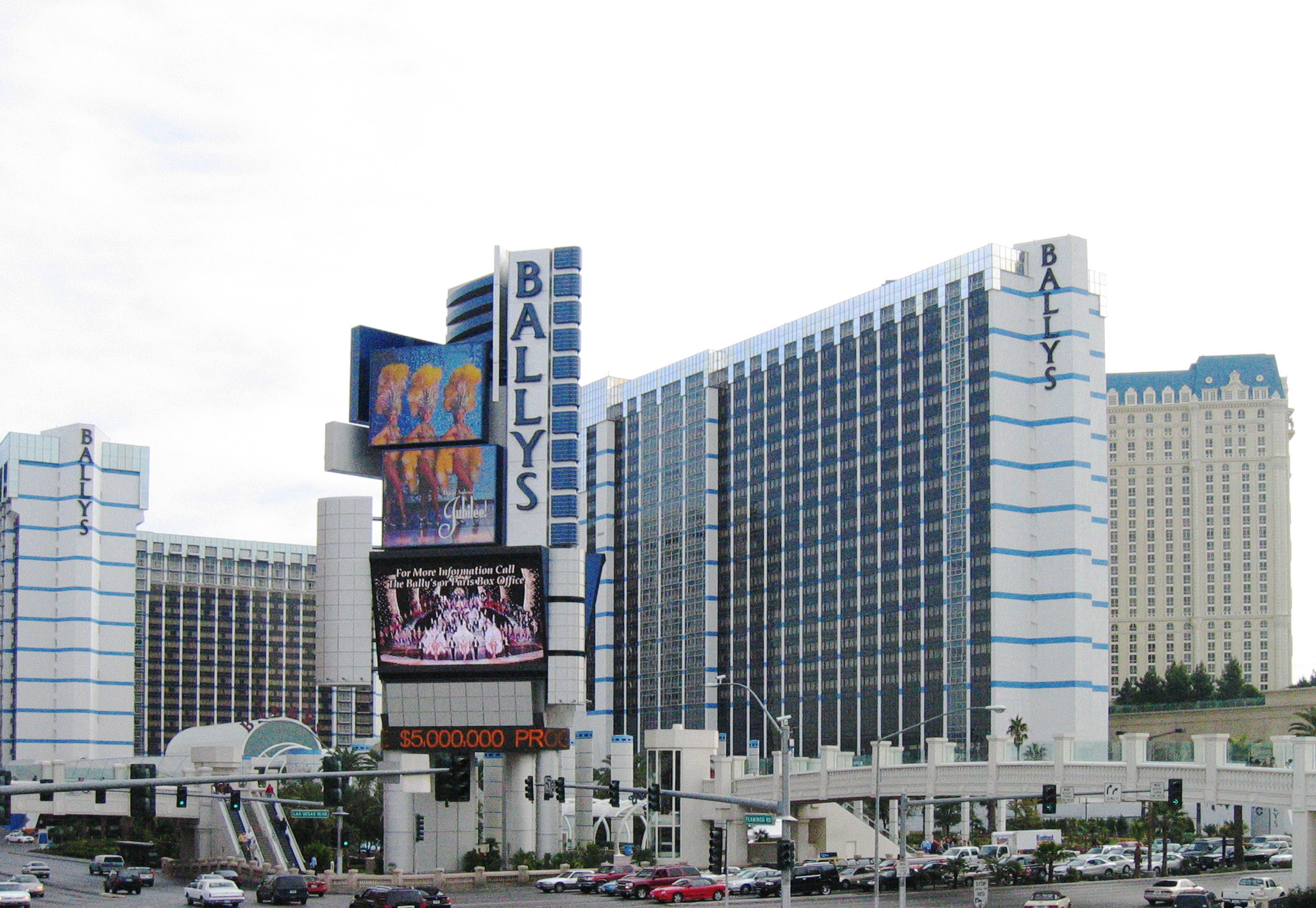
Bally’s Hotel & Casino

De World Series of Poker 2023 vormen de 54e jaarlijkse World Series of Poker (WSOP). Tussen 30 mei en 18 juli werden er 95 toernooien gespeeld om de verschillende titels. De WSOP-toernooien vonden voor de tweede keer plaats in Paris en  Bally's aan de Las Vegas Strip. Ook werden er 20 toernooien op WSOP.com online gespeeld.
Het hoofdtoernooi is het $10.000 No Limit Hold'em Main Event, waarvan de winnaar zich een jaar lang de officieuze wereldkampioen poker mag noemen. In 2023 deden er een recordaantal van 10.043 deelnemers mee aan het Main Event. Dit toernooi begon op 3 juli en duurde tot en met 17 juli. Daniel Weinman won het event.

## Toernooien
Bron: 
|  | High stakes-toernooi (buy-in van $10.000 of hoger) |
|  | Telt niet mee voor de Speler van het Jaar ranking  |
|  | Online toernooi                                    |

| #   | Toernooi                                               | Deelnemers | Winnaar                          | Prijs       | Runner-up                    |
| --- | ------------------------------------------------------ | ---------- | -------------------------------- | ----------- | ---------------------------- |
| 1   | $500 Casino Employees No-Limit Hold'em                 | 1.015      | Peter Thai                       | $75.535     | James Urbanic                |
| 2   | $25.000 High Roller Six Handed No-Limit Hold'em        | 207        | Alexandre Vuilleumier            | $1.215.864  | Chance Kornuth               |
| 3   | $1.000 Mystery Millions No-Limit Hold'em               | 18.188     | Tyler Brown                      | $1.000.000  | Guang Chen                   |
| 4   | WSOP Tournament of Champions                           | 741        | Ronnie Day                       | $200.000    | Brent Gregory                |
| 5   | $1.500 Dealers Choice 6-Handed                         | 456        | Chad Eveslage                    | $131.879    | Andrew Kelsall               |
| 6   | $5.000 Mixed No-Limit Hold'em/Pot-Limit Omaha          | 568        | Michael Moncek                   | $534.499    | Fernando Habegger            |
| 7   | $1.500 Limit Hold'em                                   | 527        | Vadim Shlez                      | $146.835    | Rostyslav Sabishchenko       |
| o1  | $333 No-Limit Hold'em Triple Treys Summer Tip Off      | 1.330      | Cody Bell                        | $87.665     | Douglas May                  |
| 8   | $25.000 Heads-Up No-Limit Hold'em Championship         | 64         | Chanracy Khun                    | $507.020    | Doug Polk                    |
| 9   | $1.500 Seven Card Stud                                 | 360        | Nick Schulman                    | $110.800    | Andrew Hasdal                |
| 10  | $10.000 Dealers Choice 6-Handed Championship           | 115        | Chad Eveslage                    | $311.428    | Dutch Boyd                   |
| 11  | $600 No-Limit Hold'em Deepstack                        | 6.085      | Kenneth O'Donnell                | $351.098    | Jefferson Guerrero           |
| 12  | $5.000 Freezeout No-Limit Hold'em 8-Handed             | 735        | Jeremy Eyer                      | $649.550    | Felipe Ramos                 |
| o2  | $500 No-Limit Hold'em Bankroll Builder                 | 1.253      | Ian Matakis                      | $120.686    | Baruch Forst                 |
| o3  | $1.000 No-Limit Hold'em Deepstack                      | 688        | Ryan Hughes                      | $145.059    | Shaun Deeb                   |
| 13  | $600 Pot-Limit Omaha Deepstack                         | 3.200      | Joseph Altomonte                 | $217.102    | Michael Holmes               |
| 14  | $10.000 Seven Card Stud Championship                   | 111        | Brian Yoon                       | $311.433    | Dan Shak                     |
| 15  | $1.500 6-Handed No-Limit Hold'em                       | 2.454      | Rafael Reis                      | $465.501    | Daniel Barriocanal           |
| 16  | $25.000 High Roller No-Limit Hold'em 8-Handed          | 264        | Isaac Haxton                     | $1.698.215  | Ryan O'Donnell               |
| 17  | $1.500 Omaha Hi-Lo 8 or Better                         | 1.143      | Jim Collopy                      | $262.542    | Nick Kost                    |
| o4  | $600 No-Limit Hold'em Ultra Deepstack                  | 1.656      | Danny Wong                       | $130.648    | Eshaan Bhalla                |
| 18  | $300 Gladiators of Poker No-Limit Hold'em              | 23.088     | Jason Simon                      | $499.852    | Eric Trexler                 |
| 19  | $2.500 Freezeout No-Limit Hold'em                      | 1.139      | Valentino Konakchiev             | $435.924    | Andres Korn                  |
| 20  | $1.500 Badugi                                          | 516        | Michael Rodrigues                | $144.678    | Yingui Li                    |
| 21  | $1.000 Pot-Limit Omaha 8-Handed                        | 2.017      | Stephen Nahm                     | $267.991    | Kevin Rand                   |
| 22  | $10.000 Limit Hold'em Championshiip                    | 134        | Josh Arieh                       | $316.226    | Dan Idema                    |
| 23  | $50.000 High Roller No-Limit Hold'em                   | 124        | Leon Sturm                       | $1.546.024  | Bill Klein                   |
| 24  | $1.500 Razz                                            | 556        | David 'ODB' Baker                | $152.991    | Justin Liberto               |
| 25  | $10.000 Omaha Hi-Lo 8 or Better Championship           | 212        | Ben Lamb                         | $492.795    | James Chen                   |
| 26  | $800 No-Limit Hold'em Deepstack                        | 4.747      | Renji Mao                        | $402.588    | Matthew Elsby                |
| 27  | $1.500 Eight Game Mix 6-Handed                         | 789        | Shaun Deeb                       | $198.854    | Aloísio Dourado              |
| o5  | $400 No-Limit Hold'em 8-Max                            | 1.488      | Gary Belyalovsky                 | $121.854    | Joseph Hebert                |
| 28  | $1.500 Freezeout No-Limit Hold'em                      | 2.046      | Benjamin Ector                   | $406.403    | Adam Swan                    |
| 29  | $100.000 High Roller No-Limit Hold'em                  | 93         | Jans Arends                      | $2.576.729  | Cary Katz                    |
| 30  | $1.500 Limit 2-7 Lowball Triple Draw                   | 522        | John Monnette                    | $145.846    | Christopher Chung            |
| 31  | $600 Mixed No-Limit Hold'em/Pot-Limit Omaha Deepstack  | 2.759      | Scott Dulaney                    | $194.155    | Sridhar Sangannagari         |
| 32  | $3.000 6-Handed No-Limit Hold'em                       | 1.241      | Mark Ioli                        | $558.266    | Johann Ibanez                |
| 33  | $10.000 Razz Championship                              | 102        | Jerry Wong                       | $298.682    | Carlos Chadha                |
| 34  | $1.500 Pot-Limit Omaha                                 | 1.355      | Sean Troha                       | $298.192    | Ryan Coon                    |
| 35  | $10.000 Secret Bounty No-Limit Hold'em                 | 568        | Chris Klodnicki                  | $733.317    | Aram Oganyan                 |
| 36  | $3.000 Nine Game Mix                                   | 361        | Ryutaro Suzuki                   | $221.124    | Walter Chambers              |
| 37  | $2.000 No-Limit Hold'em                                | 1.962      | Yuan Li                          | $524.777    | Jonathan Camara              |
| 38  | $10.000 Limit 2-7 Lowball Triple Draw Championship     | 130        | Benny Glaser                     | $311.428    | Oscar Johansson              |
| 39  | $1.500 Monster Stack No-Limit Hold'em                  | 8.317      | Braxton Dunaway                  | $1.162.681  | Colin Robinson               |
| 40  | $250.000 Super High Roller No-Limit Hold'em            | 69         | Chris Brewer                     | $5.293.556  | Artur Martirosian            |
| 41  | $1.500 Big 0                                           | 1.458      | Scott Abrams                     | $315.203    | Robert Williamson III        |
| 42  | $800 8-Handed No-Limit Hold'em Deepstack               | 3.773      | Qiang Xu                         | $339.377    | Jason Johnson                |
| 43  | $50.000 Poker Players Championship                     | 99         | Brian Rast                       | $1.324.747  | Talal Shakerchi              |
| o6  | $500 No-Limit Hold'em Turbo                            | 1.879      | Harley Brooks                    | $134.527    | Will Collins                 |
| o7  | $500 PLO 8-Max                                         | 608        | Joe Serock                       | $93.911     | Millard Hale                 |
| 44  | $3.000 No-Limit Hold'em                                | 1.735      | Yang Zhang                       | $717.879    | Aram Oganyan                 |
| 45  | $1.500 Mixed                                           | 1.091      | William Leffingwell              | $253.651    | Zhen Cai                     |
| 46  | $500 Freezeout No-Limit Hold'em                        | 5.342      | Jay Lockett                      | $262.526    | Jie Fu                       |
| 47  | $1.500 H.O.R.S.E.                                      | 836        | Yuri Dzivielevski                | $207.688    | Randy Ohel                   |
| o8  | $3.200 No-Limit Hold'em High Roller                    | 321        | Jeremy Ausmus                    | $360.036    | Christopher Castiglia        |
| 48  | $1.000 Seniors No-Limit Hold'em Championship           | 8.180      | Lonnie Hallett                   | $765.731    | Billy Baxter                 |
| 49  | $1.500 Super Turbo Bounty No-Limit Hold'em             | 2.226      | Pengfei Wang                     | $270.700    | Will Linden                  |
| 50  | $10.000 Pot-Limit Omaha Championship                   | 731        | Lou Garza                        | $1.309.232  | Arthur Morris                |
| 51  | $1.000 Tag Team No-Limit Hold'em                       | 1.282      | Michael Savakinas Satoshi Tanaka | $190.662    | Vincent Moscati Tanner Bibat |
| 52  | $2.500 Mixed Triple Draw Lowball                       | 353        | Nick Pupillo                     | $181.978    | Ryan Moriarty                |
| o9  | $1.000 PLO Championship                                | 383        | Stanislav Barshak                | $128.841    | Chris DeMaci                 |
| 53  | $1.500 Millionaire Maker No-Limit Hold'em              | 10.416     | Pavel Plesuv                     | $1.201.564  | Florian Ribouchon            |
| 54  | $10.000 H.O.R.S.E. Championship                        | 185        | Mike Gorodinsky                  | $422.747    | Alex Livingston              |
| 55  | $1.500 Seven Card Stud Hi-Lo 8 or Better               | 566        | Marcin Horecki                   | $155.275    | Mike Matusow                 |
| 56  | $500 Salute to Warriors No-Limit Hold'em               | 4.303      | Steven Genovese                  | $217.921    | Kelly Gall                   |
| 57  | $25.000 High Roller Pot-Limit Omaha                    | 449        | Ka Kwan Lau                      | $2.294.756  | Sergio Martinez Gonzalez     |
| 58  | $3.000 6-Handed Limit Hold'em                          | 263        | Jason Daly                       | $165.250    | Brent Mutter                 |
| o10 | $400 No-Limit Ultra Deepstack                          | 2.901      | Ryan Eriquezzo                   | $145.374    | Richard West                 |
| 59  | $3.000 Freezeout No-Limit Hold'em                      | 1.598      | Robert Schulz                    | $675.275    | Julien Sitbon                |
| 60  | $1.500 No-Limit 2-7 Lowball Draw                       | 548        | Jason Mercier                    | $151.276    | Mike Watson                  |
| 61  | $1.000 Super Seniors No-Limit Hold'em                  | 3.121      | Klaus Ilk                        | $371.603    | Ronald Lane                  |
| 62  | $1.500 Mixed No-Limit Hold'em/Pot-Limit Omaha          | 2.076      | David Simon                      | $410.659    | David Prociak                |
| 63  | $10.000 Seven Card Stud Hi-Lo 8 or Better Championship | 141        | Ryan Miller                      | $344.677    | Bryn Kenney                  |
| o11 | $888 No-Limit Hold'em Crazy 8's                        | 1.679      | Robert Como                      | $227.001    | Gytis Lazauninkas            |
| 64  | $600 Deepstack Championship No-Limit Hold'em           | 4.303      | David Guay                       | $271.032    | John Taylor                  |
| 65  | $5.000 6-Handed No-Limit Hold'em                       | 1.199      | Weiran Pu                        | $938.244    | Norbert Szecsi               |
| 66  | $1.500 Pot-Limit Omaha Hi-Lo 8 or Better               | 1.125      | William Kopp                     | $259.549    | Michael Rodrigues            |
| 67  | $10.000/$1.000 Ladies No-Limit Hold'em Championship    | 1.295      | Tamar Abraham                    | $192.167    | Shiina Okamoto               |
| 68  | $1.000 Super Turbo Bounty No-Limit Hold'em             | 2.824      | Gabriel Schroeder                | $228.632    | Joel Wertheimer              |
| 69  | $10.000 No-Limit 2-7 Lowball Draw Championship         | 154        | Chris Brewer                     | $367.599    | Alex Livingston              |
| 70  | $400 Colossus No-Limit Hold'em                         | 15.894     | Moshe Refaelowitz                | $501.120    | Dae Woong Song               |
| 71  | $50.000 High Roller Pot-Limit Omaha                    | 200        | Jesse Lonis                      | $2.303.017  | Tyler Smith                  |
| 72  | $10.000 Super Turbo Bounty No-Limit Hold'em            | 642        | Phil Hellmuth                    | $803.818    | Justin Zaki                  |
| 73  | $2.500 Mixed Big Bet Event                             | 377        | Julio Belluscio                  | $190.240    | Federico Quevedo             |
| 74  | $1.000 Mini Main Event No-Limit Hold'em                | 5.257      | Bradley Gafford                  | $549.555    | Josh Reichard                |
| 75  | $10.000 Pot-Limit Omaha Hi-Lo 8 or Better Championship | 277        | Hassan Kamel                     | $598.613    | Ryan Hoenig                  |
| o12 | $500 No-Limit Hold'em Deepstack                        | 1.754      | Thomas Hall                      | $176.920    | Daniel Marin                 |
| 76  | $10.000 Main Event No-Limit Hold'em                    | 10.043     | Daniel Weinman                   | $12.100.000 | Steven Jones                 |
| o13 | $5.300 No-Limit Hold'em High Roller Championship       | 408        | Sam Soverel                      | $393.516    | Gergely Kulcsar              |
| o14 | $400 No-Limit Hold'em Turbo                            | 1.767      | Zachary Grech                    | $107.504    | Amit Makhija                 |
| 77  | $777 Lucky 7's No-Limit Hold'em                        | 7.300      | Shawn Daniels                    | $777.777    | Julien Montois               |
| o15 | $1.000 No-Limit Hold'em Championship                   | 1.365      | Blaze Gaspari                    | $224.816    | Matthew Gillingham           |
| o16 | $600 Online Deepstack Championship                     | 2.157      | Vitor Dzivielevski               | $185.316    | Michael Baldwin              |
| 78  | $1.500 Bounty Pot-Limit Omaha                          | 1.214      | Thomas Skaggs                    | $171.742    | David Hu                     |
| 79  | $2.500 No-Limit Hold'em                                | 2.068      | Samuel Bernabeu                  | $682.436    | James Anderson               |
| 80  | $25.000 High Roller H.O.R.S.E.                         | 112        | Josh Arieh                       | $711.313    | Dan Heimiller                |
| 81  | $600 Ultra Stack No-Limit Hold'em                      | 7.207      | Joseph Roh                       | $401.250    | Denny Lee                    |
| 82  | $3.000 6-Handed Pot-Limit Omaha                        | 1.013      | Matthew Parry                    | $480.122    | Dustin Goldklang             |
| o17 | $1.000 No-Limit Hold'em 6-Max Championship             | 1.170      | Tom Marchese                     | $195.963    | Besmir Hodaj                 |
| 83  | $1.500 Short Deck No-Limit Hold'em                     | 363        | Thai Ha                          | $111.170    | David Prociak                |
| 84  | $50.000 High Roller No-Limit Hold'em                   | 176        | Alex Kulev                       | $2.087.073  | Gergely Kulcsár              |
| 85  | $1.500 Shootout No-Limit Hold'em                       | 987        | Faraz Jaka                       | $237.367    | Michael Finstein             |
| 86  | $1.979 Poker Hall of Fame Bounty No-Limit Hold'em      | 1.417      | Diego Ventura                    | $402.054    | Thomas Kysar                 |
| 87  | $2.500 Mixed                                           | 460        | Bradley Smith                    | $221.733    | Nghia Le                     |
| 88  | $1.500 The Closer No-Limit Hold'em                     | 3.531      | Pierre Shum                      | $606.810    | Peter Nigh                   |
| 89  | $1.000 Flip & Go No-Limit Hold'em                      | 1.024      | Dong Meng                        | $160.490    | Wesley Fei                   |
| 90  | $10.000 6-Handed No-Limit Hold'em Championship         | 550        | Alexandre Reard                  | $1.057.663  | Stephen Chidwick             |
| 91  | $3.000 H.O.R.S.E.                                      | 331        | Ryan Miller                      | $208.460    | Leonard August               |
| o18 | $2.000 Freezeout Championship                          | 551        | Julien Sitbon                    | $176.348    | Ashish Ahuja                 |
| 92  | $1.000 Freezeout No-Limit Hold'em                      | 1.710      | Kang Hyun Lee                    | $236.741    | Eric Mizrachi                |
| 93  | $10.000 Short Deck No-Limit Hold'em                    | 106        | Martin Nielsen                   | $270.160    | Hong Wei Yu                  |
| o19 | $500 NL Hold'em Summer Saver                           | 1.301      | Christian Roberts                | $154.359    | Michael Haberman             |
| o20 | $777 No-Limit Hold'em Lucky 7's                        | 954        | Nipun Java                       | $195.151    | Michael Jozoff               |
| 94  | $5.000 8-Handed No-Limit Hold'em                       | 813        | Alex Keating                     | $701.688    | Guoliang Wei                 |
| 95  | $1.000 Super Turbo No-Limit Hold'em                    | 1.482      | Paul Berger                      | $212.645    | Yuri Dzivielevski            |

## Main Event 2023
Het Main Event is een pokertoernooi dat geldt als belangrijkste evenement in het programma dat aangeboden wordt tijdens de jaarlijkse World Series of Poker (WSOP).

### Finaletafel
| Naam                | Aantal chips (percentage van het totaal) | Bracelets | Uitbetalingen* | Verdiensten* |
| ------------------- | ---------------------------------------- | --------- | -------------- | ------------ |
| Adam Walton         | 143.800.000 (23,9%)                      | 0         | 20             | $265.147     |
| Steven Jones        | 90.300.000 (15,0%)                       | 0         | 23             | $130.751     |
| Daniel Weinman      | 81.700.000 (13,6%)                       | 1         | 69             | $1.298.605   |
| Jan-Peter Jachtmann | 74.600.000 (12,4%)                       | 1         | 17             | $923.980     |
| Juan Maceiras       | 68.000.000 (11,3%)                       | 0         | 2              | $5.483       |
| Ruslan Prydryk      | 50.700.000 (8,4%)                        | 0         | 1              | $6.207       |
| Dean Hutchison      | 41.700.000 (6,9%)                        | 0         | 17             | $130.239     |
| Daniel Holzner      | 31.,900.000 (5,3%)                       | 0         | 1              | $4.070       |
| Toby Lewis          | 19.800.000 (3,3%)                        | 0         | 48             | $874.216     |

*Verdiensten tijdens alle WSOP-evenementen tot aan de start van het Main Event 2023

### Uitslag finaletafel
| Plaats | Naam                | Prijs       |
| ------ | ------------------- | ----------- |
| 1ste   | Daniel Weinman      | $12.100.000 |
| 2de    | Steven Jones        | $6.500.000  |
| 3de    | Adam Walton         | $4.000.000  |
| 4de    | Jan-Peter Jachtmann | $3.000.000  |
| 5de    | Ruslan Prydryk      | $2.400.000  |
| 6de    | Dean Hutchison      | $1.850.000  |
| 7de    | Toby Lewis          | $1.425.000  |
| 8ste   | Juan Maceiras       | $1.125.000  |
| 9de    | Daniel Holzner      | $900.000    |

## Bracelet nummer twee of meer

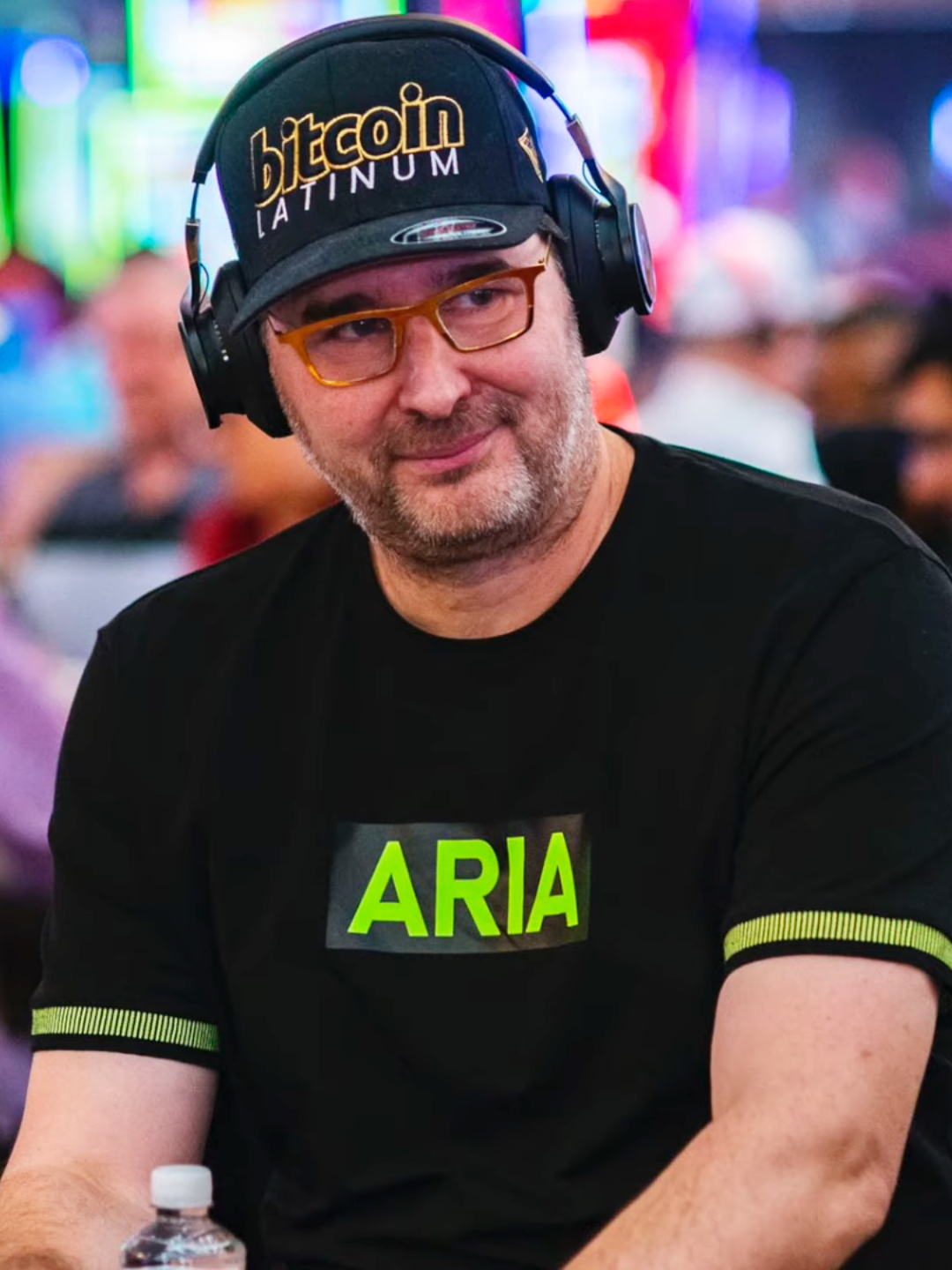
Phil Hellmuth won zijn 17e WSOP-toernooi

Voor een aantal spelers die tijdens de WSOP 2023 een toernooi en een daarbij behorende gouden 'bracelet' (armband) wonnen, was dit niet hun eerste. Voor de volgende spelers was dit bracelet twee of meer:
| - Phil Hellmuth (17) - Jeremy Ausmus (6) - Shaun Deeb (6) - Jason Mercier (6) - Brian Rast (6) - Josh Arieh (5 en 6) - Benny Glaser (5) - John Monnette (5) - Brian Yoon (5) - Nick Schulman (4) - David 'ODB' Baker (3) - Jim Collopy (3) - Yuri Dzivielevski (3) - Ryan Eriquezzo (3) - Mike Gorodinsky (3) - Ryan Hughes (3) - Nipun Java (3) | - Chad Eveslage (2 en 3) - Jans Arends (2) - Chris Klodnicki (2) - Ben Lamb (2) - Jesse Lonis (2) - Ryan Miller (2) - Michael Moncek (2) - Alexandre Reard (2) - Sam Soverel (2) - Sean Troha (2) - Daniel Weinman (2) - Chris Brewer (1 en 2) |

## Speler van het jaar
De WSOP reikt sinds 2004 een WSOP Player of the Year-prijs uit aan de speler die tijdens de betreffende jaargang de meeste punten scoort. Hiervoor tellen alleen toernooien mee waaraan iedereen mee kan doen, de spelen die alleen toegankelijk zijn voor vrouwen, teams, senioren en casino-medewerkers niet.
| Plek | Naam              | Punten   | Bracelets |
| ---- | ----------------- | -------- | --------- |
| 1    | Ian Matakis       | 5.203,89 | 1         |
| 2    | Shaun Deeb        | 4.276,12 | 1         |
| 3    | Chris Brewer      | 4.127,61 | 2         |
| 4    | Josh Arieh        | 3.938,62 | 2         |
| 5    | Jesse Lonis       | 3.865,70 | 1         |
| 6    | Michael Rodrigues | 3.513,21 | 1         |
| 7    | Chad Eveslage     | 3.447,63 | 2         |
| 8    | Yuri Dzivielevski | 3.382,33 | 1         |
| 9    | Ben Yu            | 3.128,08 | 0         |
| 10   | Phil Hellmuth     | 3.072,14 | 1         |